# Desiderius von Vienne
Desiderius von Vienne (* in Autun; † um 606 in Saint-Didier-sur-Chalaronne, Frankreich) war Erzbischof des Erzbistums Vienne und ist ein Heiliger.

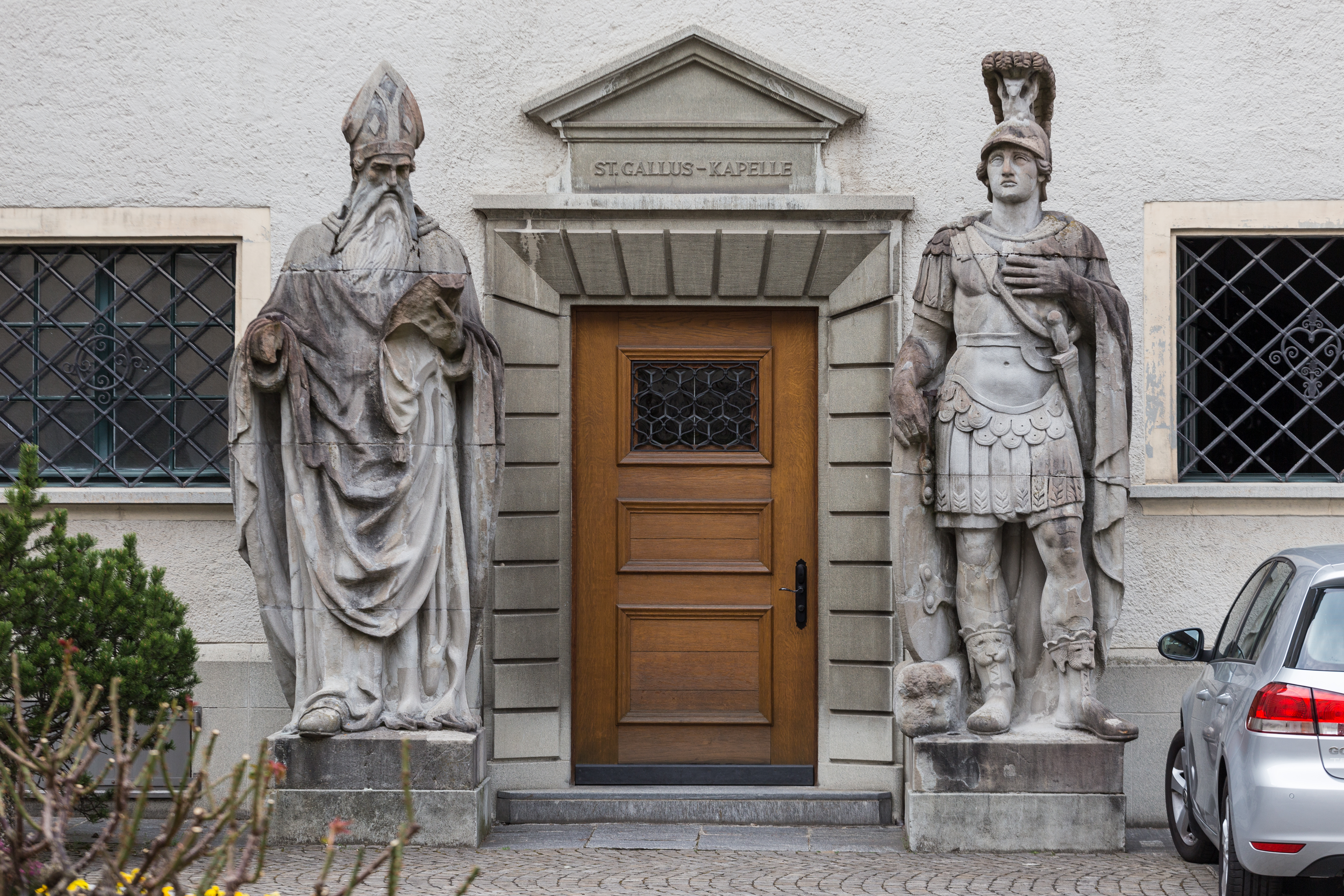
Darstellung des Desiderius von Vienne und des Heiligen Mauritius neben dem Eingang zur St. Gallus Kapelle der Fürstabtei St. Gallen

Desiderius stammte aus einer christlichen Familie und war eifrig bemüht, sich in Grammatik und Religion weiterzubilden. Nachdem er mehrere Bischofsämter abgelehnt hatte, entschied er sich im Jahr 595 für das Amt des Erzbischofs von Vienne. Mit Papst Gregor I. fand ein reger Briefwechsel statt. Am Konzil von Chalon-sur-Saône im Jahr 602 (oder eventuell 603) wurde er jedoch wegen seiner Bußpredigten, auf Verlangen der Frankenkönigin Brunhilde, abgesetzt und verbannt. Vier Jahre später wurde er jedoch aus seinem Exil entlassen und wieder als Erzbischof eingesetzt. Weil er weiterhin die Königin und ihren Sohn kritisierte, wurde er schließlich gefangen genommen und gesteinigt.
Sein Gedenktag ist der 23. Mai.